# Threshold (groupe)
Pour les articles homonymes, voir Threshold.
Threshold est un groupe de metal progressif britannique, originaire de Surrey, en Angleterre. Il est formé à la fin des années 1980 par Karl Groom, Jon Jeary, Richard West, Damian Wilson et Tony Grinham. Leur style se caractérise par les attributs classiques du Heavy-Metal (guitares saturées, suremploi du riff, solos de guitares, usage de la double-pédale, refrains accrocheurs) aux sonorités épiques et volontairement pompeuses (nappes de claviers, effets électroniques, longs développements), possédant des aspects structurels propre à la complexité du rock progressif par lequel ils ont été influencés.
Malgré une approche commerciale indéniable, Threshold n'a jamais pu vraiment percer dans le paysage musical du metal progressif anglophone, les cantonnant à un éternel statut de groupe de première partie. Cependant, leur récent contrat avec la maison de disques Nuclear Blast depuis l'album Dead Reckoning (2007) fait preuve de la volonté du groupe à voir leurs ambitions à la hausse. La scène musicale dite « progressive » est réputée exigeante.

## Biographie

### Débuts et succès (1988–2006)
La formation la plus stable du groupe - avec laquelle le groupe connait le plus de succès - coïncide avec l'arrivée de 'Mac' au chant en 1998 pour l'enregistrement de l'album Clone. Sa voix était rauque et chaleureuse. Les autres musiciens comprenaient les trois membres fondateurs, Jon Jeary (basse et chœurs), Karl Groom (guitare et chœurs) et Nick Midson (guitare) supplée par Richard West (clavier et chœurs) et le batteur de session, Mark Heaney, laissant sa place à Johanne James lors de la tournée suivante. Johanne James qui rejoindra officiellement le groupe en 2001 pour l'enregistrement de l'album Hypothetical.
Après le départ de Jon Jeary en 2002 peu de temps après la sortie de Critical Mass, Threshold enregistre son premier DVD live, Critical Energy, avec Steve Anderson dans le rôle de bassiste. Cette nouvelle formation enchaîne deux ans plus tard avec Subsurface, abondamment salué par les revues et webzines à orientation progressive.

### Nouveaux albums (depuis 2007)

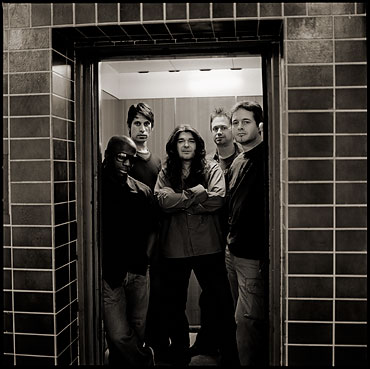
Threshold en 2007.

Le groupe reprend Supermassive Black Hole de Muse en 2007. Le morceau figure sur la version bonus de l'album Dead Reckoning (2007). Le morceau est même sorti en single au début de l'année 2010 complétée par une version vocodée de Slipstream. En 2007, après une tournée ponctuée par une vingtaine de date, toutes européennes (dont un concert à la Maroquinerie de Paris), Nick Midson, membre fondateur, guitariste et occasionnellement compositeur quitte le groupe pour des raisons financières (il était le seul non-pro de la formation) et géographiques (il vit en République Tchèque). Si son départ était à l'origine provisoire, il se pourrait qu'il ait pris une forme définitive. Pour faire appel à lui, le groupe engage Pete Morten, le guitariste de Soliloquy et ami de Karl Groom pour effectuer les dates de la tournée qui se profilait. En mars et avril 2007, Dead Reckoning sort. Toutes les parties de guitare sont enregistrées par Karl Groom, ce qui en fait à l'heure actuelle le seul album de Threshold où ne figure qu'un seul guitariste.
Une poignée de jours après la sortie, c'est au tour de Mac de partir, et ceci pour des raisons personnelles. Pour pallier ce départ pour le moins inattendu, le groupe refait appel à Damian Wilson pour assurer l'intérim de la tournée. Damian était un des membres originels du groupe qui a assuré le chant sur le premier album, Wounded Land, et le troisième, Extinct Instinct. Depuis ce jour, la formation reste inchangée. Pete Morten et Damian Wilson ont officiellement intégré le groupe, ce qui a conduit la sortie de March of Progress en août 2012.
Le 3 août 2011, soit un an précédant la sortie de March of Progress, Mac décède d'une insuffisance rénale après quatre jours de coma, à 45 ans. Au début de 2014, le groupe annonce être en train de finaliser son dixième album. Le titre n'est pas dévoilé mais la liste des chansons - bien qu'elle ne soit manifestement pas définitive - l'est.
En mars 2017 le groupe annonce le départ du chanteur Damian Wilson et le retour de Glynn Morgan. Le groupe s'était aussi séparé quelques semaines plus tôt du guitariste Pete Morten.

## Membres

### Membres actuels
- Karl Groom - guitare (depuis 1988)
- Richard West - claviers (depuis 1992)
- Glynn Morgan - chant (1993-1996, depuis 2017)
- Johanne James - batterie (depuis 2000)
- Steve Anderson - basse (depuis 2003)

### Anciens membres
- Nick Midson - guitare (1988-2006)
- Jon Jeary - chant (1988-1992), basse (1992-2003)
- Tony Grinham - batterie (1988-1993)
- Pete Crawford - basse (1990-1992)
- Ian Bennett - basse (1988-1990)
- Nick Harradence - batterie (1993-1994)
- Jay Micciche - batterie (1994-1996)
- Mark Heaney - batterie (1996-2000)
- Andrew « Mac » McDermott - chant (1998-2007 ; décédé en 2011)
- Pete Morten - guitare (2007-2017)
- Damian Wilson - chant (1992-1993, 1996-1998, 2007-2017)

## Discographie

### Albums studio
- 1993 : Wounded Land
- 1994 : Psychedelicatessen
- 1997 : Extinct Instinct
- 1998 : Clone
- 2001 : Hypothetical
- 2002 : Critical Mass
- 2004 : Subsurface
- 2007 : Dead Reckoning
- 2012 : March of Progress
- 2014 : For the Journey
- 2017 : Legend of the Shires
- 2022 : Dividing lines

### Albums live
- 1995 : Livedelica
- 2002 : Concert in Paris
- 2004 : Critical Energy
- 2006 : Surface to Stage
- 2015 : European Journey

### Autres
- 1999 : Decadent
- 2003 : Wireless
- 2004 : Replica